# Rio Toropi
Rio Toropi är ett vattendrag i Brasilien.   Det ligger i delstaten Rio Grande do Sul, i den södra delen av landet, 1 700 km söder om huvudstaden Brasília.
Omgivningarna runt Rio Toropi är huvudsakligen savann. Runt Rio Toropi är det glesbefolkat, med 13 invånare per kvadratkilometer.